# Ludwig Gustav von Winterfeld

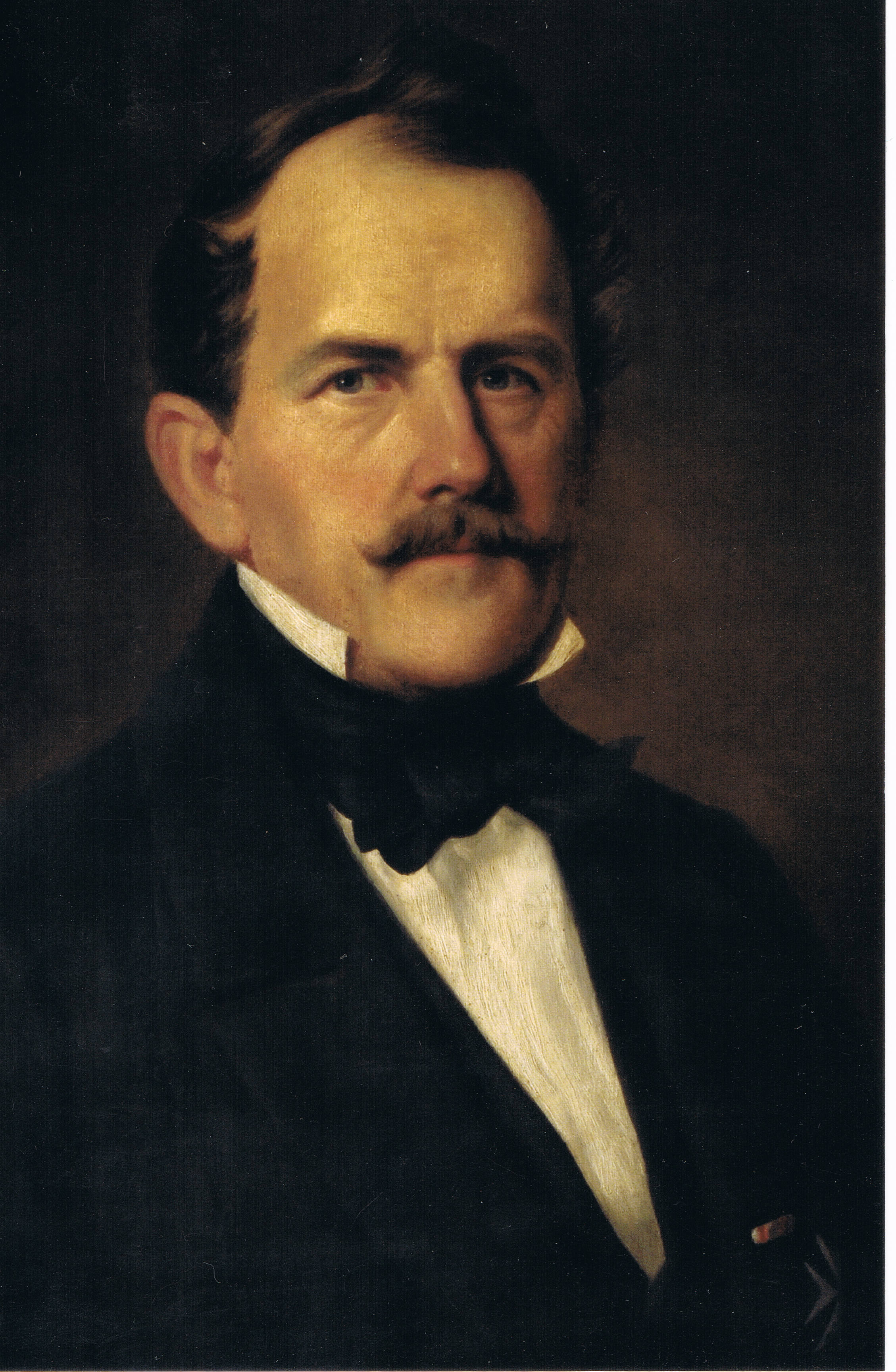
Ludwig Gustav von Winterfeld

Ludwig Gustav von Winterfeld (* 31. Mai 1807 in Nemitz; † 18. August 1874 in Damerow) war ein preußischer Offizier, Politiker und Familienhistoriker. Von 1867 bis 1874 war er Mitglied des Preußischen Herrenhauses. Als Chronist der Familie ist er eine Kernfigur des weitverzweigten preußischen Adelsgeschlechts von Winterfeld.

## Leben
Ludwig Gustav von Winterfeld wurde in ein altes, aber weit über Brandenburg und Pommern verbreitetes preußisches Adelsgeschlecht hineingeboren. Er war ein Sohn des preußischen Hauptmanns a. D. Hans Friedrich von Winterfeld (1761–1819) und dessen Ehefrau Charlotte Dorothee, geborene von Petersdorff (1778–1846). Sein Vater war Besitzer von zwei Rittergütern: dem alten durch Verpachtung herabgewirtschafteten Familiengut Damerow in der Uckermark und Nemitz in der Nähe von Stettin. Seine frühe Kindheit war durch die Wirren und Härten der napoleonischen Besatzung geprägt. Der Vater, als Gutsherr untalentiert, verkaufte Nemitz 1816 und starb bereits 1819.

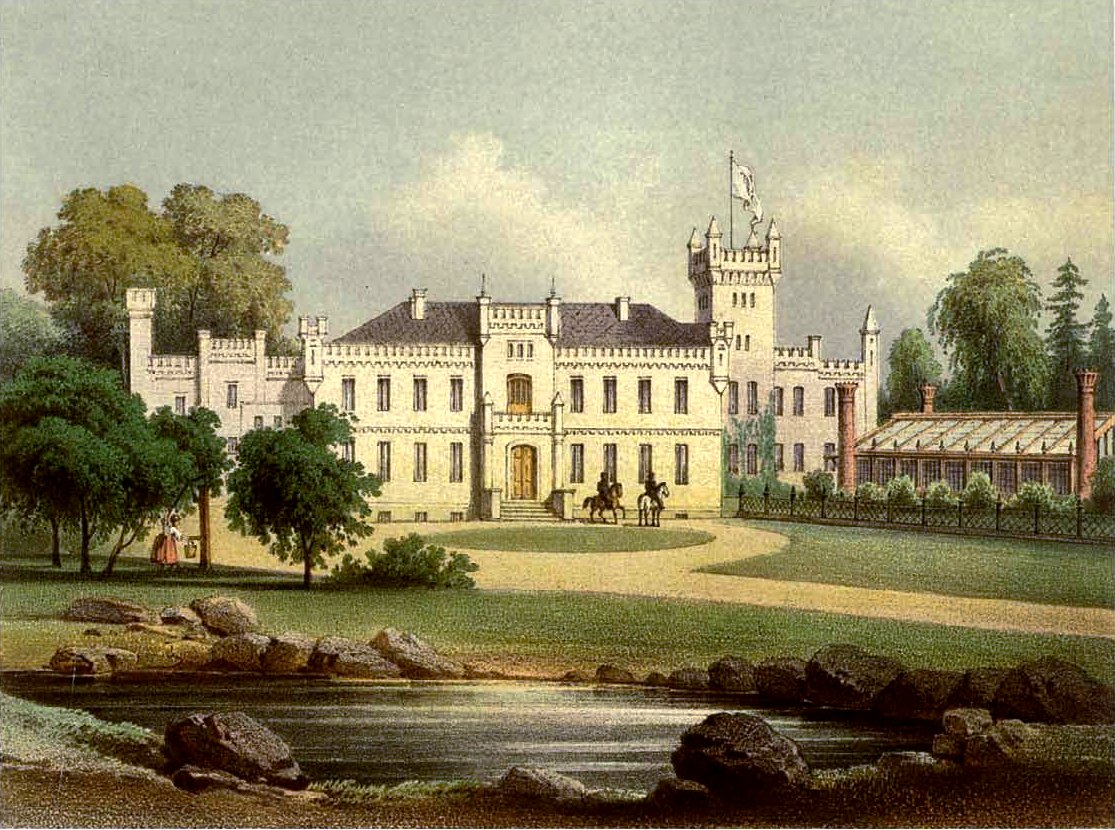
Herrenhaus auf dem Rittergut Damerow um 1862/63, Sammlung Alexander Duncker

Nach dem Besuch des Gymnasiums in Prenzlau schlug Ludwig Gustav die Militärlaufbahn in der Preußischen Armee ein und avancierte zum Major – wohl vor allem, weil der in der napoleonischen Zeit verarmten Familie die Mittel für eine andere Karriere fehlten. Neue Perspektiven ergaben sich erst, als ihm 1835 aus dem väterlichen Erbe das alte Gut Damerow zufiel. Er verließ das Militär, um das lange Zeit vernachlässigte Gut wieder aufzubauen. Es gelang ihm, Damerow zu einem modernen und ertragreichen Landwirtschaftsbetrieb zu formen. Hierbei setzte er Techniken ein, die er auf Reisen durch England und Frankreich studiert hatte. Innerhalb von zwanzig Jahren entstanden zahlreiche neue Gebäude, die den Kern des noch heute sichtbaren Gutshofes bilden sollten. In den 1850er Jahren kam ein prächtiges Herrenhaus mit einem Landschaftsgarten als Kern der florierenden Gutswirtschaft hinzu.
1864 erweiterte Ludwig Gustav seinen Besitz um das Gut Pätzig in der Neumark (heute Piaseczno bei Trzcińsko-Zdrój in Polen).
Als erfolgreicher Gutsherr brachte er sich energisch in der Ritterschaft ein, der Standesvertretung des uckermärkischen Landadels. 1856 wurde er zum Ritterschaftsdirektor des Kur- und Neumärkisches Ritterschaftliches Kreditinstituts, gewählt, 1867 entsandte man ihn als Vertreter ins Preußische Herrenhaus, das Oberhaus des 1849 gebildeten Parlaments. Er gehörte ihm bis zu seinem Tod an. 1862 wurde er Rechtsritter des Johanniterordens, die Aufnahme in die Kongregation als Ehrenritter war 1858.
Schon 1833 hatte er Amalie von Katte (1811–1868) geheiratet. Mit ihr hatte er sechs Kinder, von denen drei noch im Kindesalter starben. Neben dem ältesten Sohn Carl Ludwig (1839–1911) waren dies die zwei Töchter Luise Amalie (1844–1918) und Anna Charlotte (1845–1914).
Begraben ist Ludwig Gustav von Winterfeld auf dem von ihm angelegten Familienfriedhof im Damerower Park.

## Chronist der Familie
Schon als junger Offizier sammelte Ludwig Gustav Quellen und Informationen zur Geschichte seiner weit verzweigten und schwer überschaubaren Familie. Diese Forschung brachte es mit sich, dass er selbst mit entfernteren Verwandten in Austausch stand und eine Art Integrationsfigur der Familie Winterfeld wurde. 1857 rief er während der Feierlichkeiten zum hundertsten Todestag des Generals Hans Karl von Winterfeldt auf Schloss Sanssouci im Beisein des preußischen Königs den Familienverband der Winterfelds ins Leben, der noch heute existiert. Zudem trug er ab 1858 seine Erkenntnisse zur Familiengeschichte in seiner monumentalen Geschichte des Geschlechts von Winterfeld zusammen, von der er selbst zu Lebzeiten drei umfangreiche, ausschließlich auf Urkundenstudien basierenden Bände veröffentlichte (und die später von anderen Autoren fortgeführt wurde).

## Schriften
- Geschichte des Geschlechts von Winterfeld. 3 Teile, Selbstverlag, Damerow, 1858–1874. (Digitalisat), (1. Teil),(2. Teil), (3. Teil)